# 北青駅
北青駅（プクチョンえき、朝鮮語: 북청역）は、朝鮮民主主義人民共和国咸鏡南道北青郡にある駅であり、徳城線に属する。

## 歴史
- 1929年9月20日に完成し、開業した。

## 隣の駅
徳城線
良家駅 - 北青駅 - 羅荷坮駅